# Heptode

Symbool van een heptode

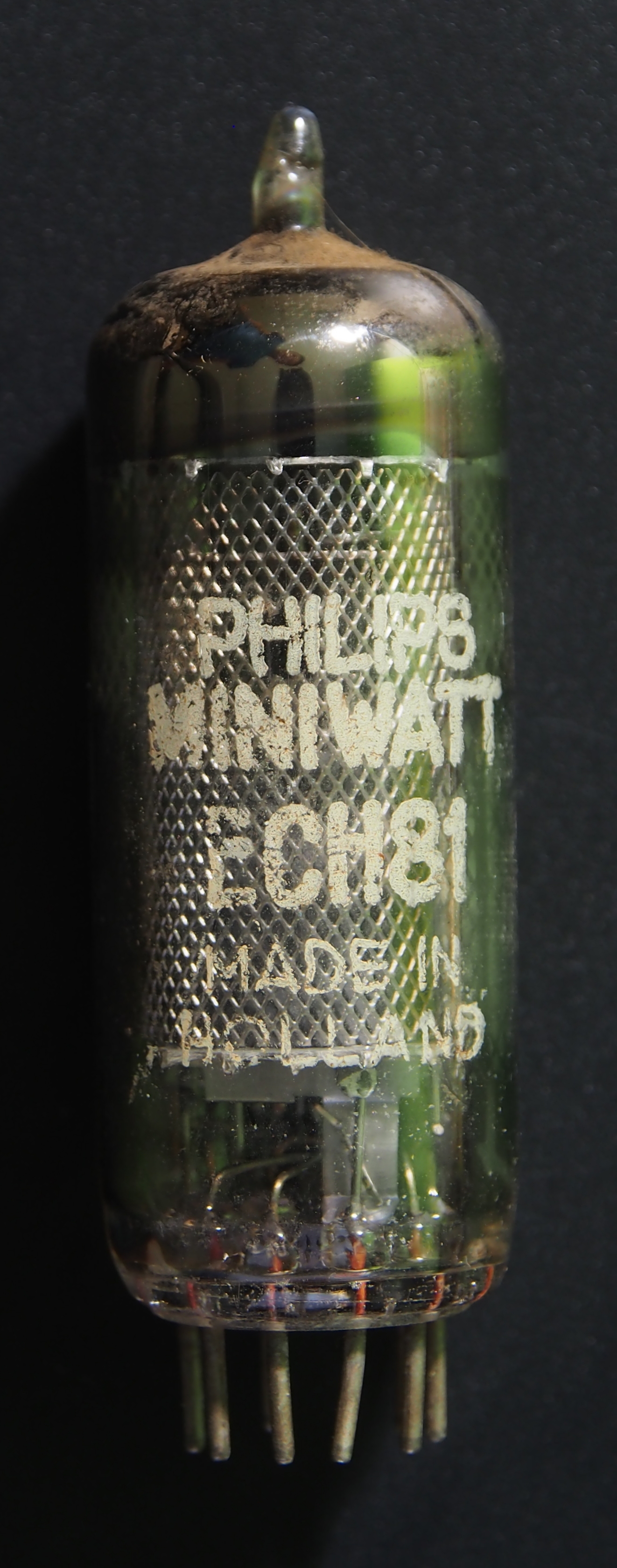
Heptode-triode ECH81

Een heptode is een elektronenbuis met zeven elektroden, waarin zich tussen de anode en de kathode nog vijf roosters bevinden. Dat  zijn twee stuurroosters, twee schermroosters en een rem- of keerrooster. Een heptode kan opgevat worden als een verdere ontwikkeling van de hexode, uitgebreid met een keerrooster. Veel gebruikte heptoden waren destijds de ECH4, de ECH21 en de ECH81, combinatiebuizen, waarin zich zowel een heptode (H) als een triode (C) bevinden met gemeenschappelijke kathode. De triode doet dienst als oscillator. In deze typen waren de beide schermroosters inwendig met elkaar verbonden. Deze buizen zijn veel toegepast als mengbuis en oscillatorbuis in superheterodyne radio-ontvangers.

## Werking
Bij de toepassing als mengbuis in een superheterodyneschakeling wordt aan het ene stuurrooster het ontvangen radiosignaal toegevoerd en aan het andere stuurrooster het oscillatorsignaal. Aan de anode ontstaan allerlei signalen die afgeleid zijn van de beide frequenties, waaronder ook het verschil van beide frequenties dat als zogenaamde tussenfrequentie dienst doet.

## Variant
Hoewel de bovengenoemde vorm van heptode ontstaan is als verbetering van de hexode, waren er al eerder heptodes gefabriceerd die op een ander principe berustten. Het idee daarbij was in een enkele buis zowel de oscillatie als de menging plaats te laten vinden. Dat wil zeggen in één configuratie van kathode, anode en vijf roosters. De uitvinding werd min of meer gelijktijdig in Amerika en het Verenigd Koninkrijk gedaan, maar de beide uitwerkingen verschilden van elkaar door een verschillend gebruik van de roosters.
diode ·
triode ·
tetrode ·
pentode ·
hexode ·
heptode ·
octode ·
enneode

kathodestraalbuis ·
indicatorbuis ·
fotocel ·
fotomultiplicator ·
klystron ·
magnetron ·
lopende-golfbuis ·
geigerteller ·
gasontladingsbuis ·
thyratron ·
kwikdampgelijkrichter ·
ignitron